# Грациози, Андреа
Андреа Грациози (итал. Andrea Graziosi, род. 19 января 1954, Рим) — итальянский историк и экономист, советолог и специалист по социально-политической истории Восточной Европы. Труды Грациози переведены на ряд европейских языков, в том числе на русский и украинский.

## Биография
В 1977 году окончил с отличием Неаполитанский университет имени Фридриха II по специальности «экономика». С 2000 года — ординарный профессор современной истории в том же университете.
С 1995 года — доцент (professore associato) в Центре изучения русского мира при Высшей школе социальных наук в Париже. С 2007 года — президент Итальянского общества изучения современной истории.
С 2008 года — сотрудник Гарвардского института украинских исследований. С 2009 года — сотрудник Центра Дэвиса изучения России при Гарвардском университете.

## Награды
- Орден князя Ярослава Мудрого V степени (2005 год, Украина)[1].
- Премия фонда Антоновичей (2011).